# St. Michael (Hellingen)

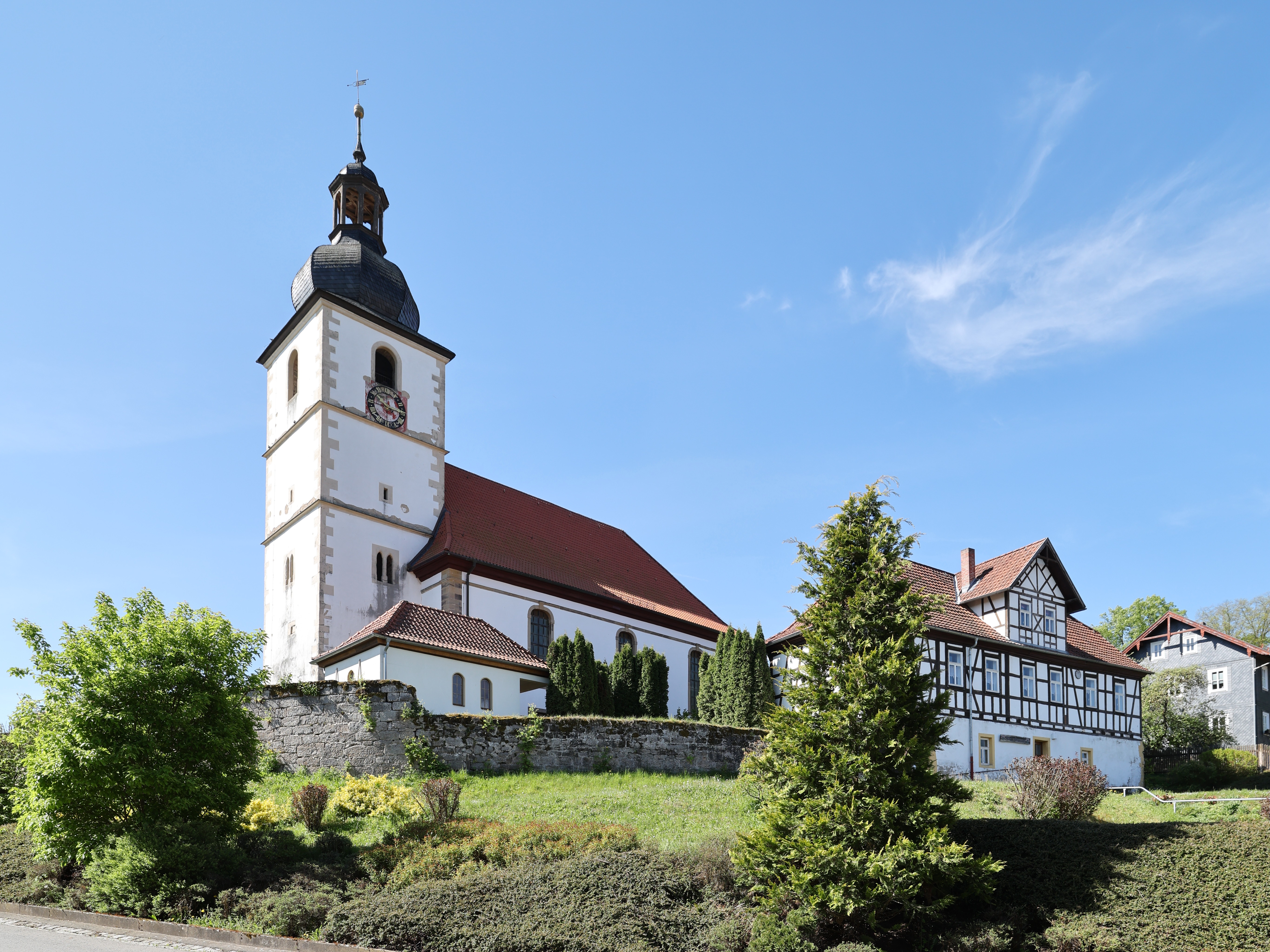
St. Michael in Hellingen

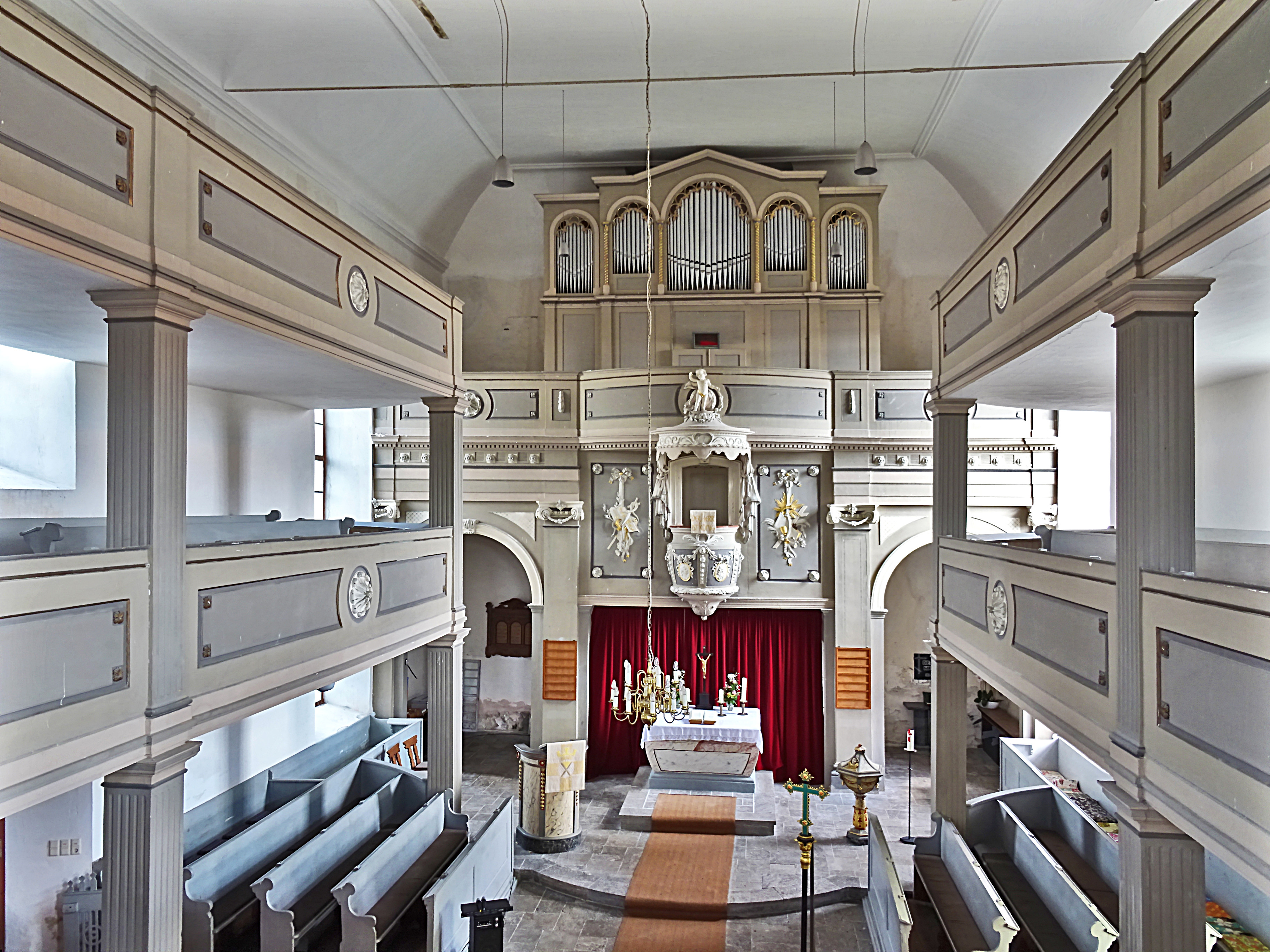
Innenansicht

Die evangelisch-lutherische Pfarrkirche St. Michael in Hellingen, einem Ortsteil der Stadt Heldburg im Landkreis Hildburghausen (Thüringen) wurde am 1. November 1793 eingeweiht.

## Baugeschichte
Die Kirche steht mit Pfarrhaus und dem Torhaus des ehemals gadenbefestigten Kirchhofs auf einer Anhöhe. Mitte des 16. Jahrhunderts war dort ein im spätgotischen Stil errichtetes kleines Gotteshaus vorhanden, das dem Erzengel Michael geweiht war. Ende des 18. Jahrhunderts entstand an seiner Stelle eine neue, etwa 22 Meter lange und elf Meter breite Kirche im Markgrafenstil, die am 1. November 1793 geweiht wurde. Der untere Teil des alten Kirchturms blieb erhalten. Er beherbergt seitdem die fünf Meter lange und ebenso breite Sakristei, die in der alten Kirche Chorraum war. Der lichte und helle Innenraum der Kirche ist neuklassizistisch gestaltet und hat an drei Seiten eine zweigeschossige Empore. Auf der Ostseite befindet sich der in antiker Form gestaltete Altar und darüber in Form eines Schwalbennestes die Kanzel. Die Kanzelbrüstung ist durch senkrechte Streifen mit Kelchgehängen gegliedert. Auf der einen Seite symbolisieren Gebotstafeln das Alte Testament und auf der anderen Seite Kreuz, Bibel und Kelch das Neue Testament. Der Schalldeckel der Kanzel ist mit Troddelgehängen und einem Laubstränge haltenden Knaben verziert. Den oberen Abschluss bildet auf der Ostseite die Orgel. 1866 stellte die Leipziger Orgelbaufirma Hildebrandt eine Orgel mit 20 Registern auf, die 1893 der Schmiedefelder Orgelbaumeister Theodor Kühn grundlegend umgebaute. Sie hat 18 Register auf zwei Manualen und Pedal.
Der Gottesname Jahwe aus dem Alten Testament steht in hebräischen Buchstaben über dem Hauptportal, das der Besucher nach Passieren des Torhauses und des Friedhofes erreicht. Im Kirchturm hängen vier gusseiserne Glocken, die 1919 gegossen wurden.